# Lorenzo Negrete
Lorenzo Negrete es un cantante, músico y compositor mexicano.
Negrete es nieto del actor y cantante Jorge Negrete. Nació en Guadalajara, Jalisco, México. Trabajó en colaboración con Armando Manzanero en proyectos de televisión y radio. Su programa especial "Concierto a Caballo" se transmitió cuatro veces en la cadena Telemundo en 2009. 

## Carrera
Sus principales actividades han sido en México, pero desde el año 2008, Telemundo lo ha elegido como protagonista de música ranchera en los programas "Fiesta Broadway 2008", "Concierto a Caballo" en 2009, y "Viva México: La Fiesta del Grito" en 2017, y "Fin de año 2010".
Habiéndose preparado como músico y cantante en la Facultad de Música de la Universidad Nacional Autónoma de México, Negrete ha incursionado en varios géneros de música popular como Bolero, Tango, Jazz, Trova y Balada, pero sobre todo en el género Ranchero. Estudió actuación en la "Casa Del Teatro" de Luis Fernando de Tavira Noriega, y además un taller de actuación para televisión en el "Centro de Educación Artística". En 2005, Negrete realizó una presentación en el Auditorio Nacional de la Ciudad de México, durante los Premios "Orgullosamente Mexicano". El evento fue transmitido por Ritmo Son. Ha sido invitado en diversas ocasiones a cantar el Himno Nacional Mexicano en eventos oficiales y deportivos, como el Grito de Independencia en innumerables ciudades de México, así como en la serie NASCAR en México, y el Derby de las Américas.
Negrete fue el único concursante que cantó en cinco programas distintos de "Las 100 favoritas de México", un concurso emitido por la cadena de televisión cultural mexicana Once TV en 2006. Presentó en esta serie de programas, versiones personales de cinco de las canciones mexicanas más populares : Fallaste Corazón, El Sinaloense, No volvere, El Jinete, y México Lindo y Querido.
En 2007, mientras grababa su álbum "Sabores", Negrete cantó en un recital en la Catedral de San Patricio, Nueva York, acompañado por el Mariachi Real de México y la Academia del Mariachi en Nueva York.
Fue invitado a la reinauguración del "Million Dollar Theatre" en la primavera de 2008. En abril, Negrete lanzó su álbum de debut, Sabores. Unas semanas más tarde se presentó en el festival de televisión "Fiesta Broadway" del "Cinco de Mayo" de AT & T y Telemundo en Los Ángeles, California. En noviembre del mismo año, Lorenzo Negrete recibió el Noveno Premio Agustín Lara en un homenaje musical anual al compositor mexicano en el Museo de Arte Latinoamericano de Long Beach, California.
En abril de 2009, Lorenzo Negrete fue presentador en los Premios Billboard "Latin Music Awards" en Miami, del premio otorgado a Aventura. El programa de TV "Concierto a Caballo con Lorenzo Negrete", transmitido en mayo de 2009, fue retransmitido por Telemundo tres veces más durante ese mismo año. En septiembre de 2010, Negrete apareció cantando en "Viva México: La fiesta del Grito" y "Fin de año", ambos programas de televisión de Telemundo. También protagonizó varios anuncios promocionales de la misma cadena de televisión abierta perteneciente a NBC/Universal.
En los últimos años, Negrete ha dedicado la mayor parte de su tiempo a viajar por México en festivales culturales, ferias y eventos turísticos y culturales.
Su álbum "Sabores" fue remasterizado y reeditado para el mercado de música digital el 25 de agosto de 2017.

## Discografía
- Sabores, 2009

(Programado para el 2017)